# Kosmosbek Cholponbaev
Kosmosbek Sarïevich Cholponbaev (né le 29 janvier 1963 à Ichka-Djerkez en RSS kirghize en Union soviétique) est un pharmacien et homme politique kirghiz.

## Biographie
Diplômé en pharmaceutique de l'Institut médical d'Almaty en 1985, Cholponbaev travaille à Institut médical d'État du Kirghizistan avant d'aller faire son post-doctorat à l'Académie de médecine de Moscou jusqu'en 1990 où il retourne à l'institut. En 1992, il rejoint le secteur privé où il reste jusqu'au moment où il rejoint le ministère de la Santé en 1997. Il gravit alors les échelons dans cette institution dans la branche liée à la pharmaceutique. Le 20 avril 2019, il devient le nouveau ministre de la santé dans le cabinet de Muhammetkaly Abulgazev qui vient d'être formé.
En février 2019, Cholponbaev se retrouve au centre d'un scandale lié à ses dépenses personnelles. Le député du PSDK Riskeldi Mombekov demande alors sa démission. Moins d'un mois plus tard, Tynchtykbek Shainazarov, un député du parti Onuguu-Progress, demande à son tour le départ de Cholponbaev.
Cholponbaev est renvoyé le 1er avril 2020 en compagnie de la vice-première ministre Altynai Omurbekova, en pleine crise du Covid-19. Il est remplacé par Sabirzhan Abdikarimov. Le 6 juillet 2020, il est mis en examen par la police anti-corruption du pays pour ses liens avec des compagnies pharmaceutiques durant son mandat.

## Publications
Dans son rôle de chercheur en pharmaceutique, Cholponbaev a publié quatre livres et plus d'une centaine d'articles et autres documents.